# غادة الكرمي
غادة حسن سعيد علي منصور الكرمي (1939 – ) هي طبيبة وأكاديمية وكاتبة ومفكرة فلسطينية من مدينة طولكرم الفلسطينية، تكتب بالشؤون الفلسطينية في الصحف والمجلات العالمية كصحيفة الغارديان البريطانية، ومجلة ذا نيشن الأمريكية، ومجلة الدراسات الفلسطينية، وهي محاضرة في معهد الدراسات العربية والإسلامية بجامعة إكستر، ولها مجموعة من الكتب والمؤلفات، وهي ابنة العالم اللغوي حسن الكرمي، والشقيقة الصغرى الوحيدة للإعلامية سهام الكرمي.

## نشأتها وعائلتها
غادة حسن سعيد علي منصور الكرمي وهي من مدينة طولكرم بالضفة الغربية، وقد ولدت في مدينة القدس عام 1939 حينما كان والدها حسن الكرمي يعمل آنذاك مدرسًا في الكلية العربية بالقدس، ووالدتها سورية تدعى أمينة. عام ولادة غادة كان هو ذات عام اغتيال عمها الأديب محمود الكرمي.
غادة هي من عائلة «الكرمي» المعروفة بمدينة طولكرم؛ والدها هو الأديب حسن الكرمي، وشقيقتها هي الإعلامية سهام الكرمي. وأعمامها هم: الشاعر عبد الكريم الكرمي (أبو سلمى)، والسياسي عبد الغني الكرمي، والأديب أحمد شاكر الكرمي، والأديب محمود الكرمي. وجدها هو العالم الوزير سعيد الكرمي. أما والد جدها فهو الشيخ الفقيه علي بن منصور الكرمي. وابن عمها هو العالم زهير الكرمي.

شجرة عائلة الكرمي وتظهر فيها غادة.

## دراستها
غادرت العائلة عام 1948 نحو لندن، وهناك في بريطانيا، درست غادة وأصبحت طبيبة بعد تخرجها من جامعة برستل عام 1964. وحصلت على درجة الدكتوراه في تاريخ الطب العربي من جامعة لندن.

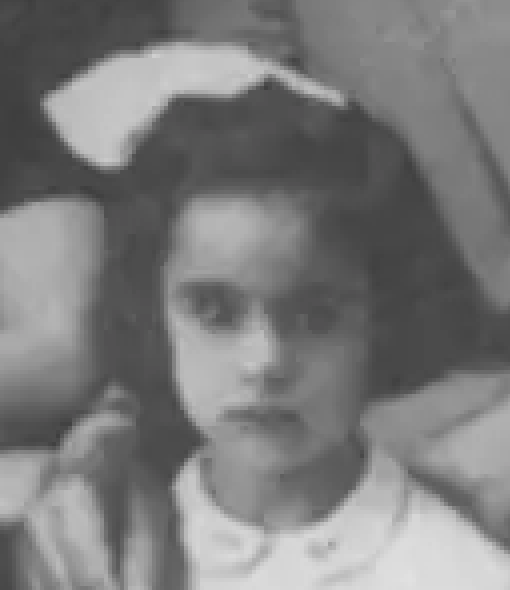
غادة الكرمي في طفولتها عام 1945.

## عملها الطبي والأكاديمي
وفي البداية عملت كطبيبة معالجة، وتخصصت في الظروف الصحية والاجتماعية للأقليات العرقية والمهاجرين وطالبي اللجوء.
تعمل غادة كزميل مشارك في المعهد الملكي للشئون الدولية بلندن، كما أنها أستاذ زائر في جامعة لندن الحضرية، وهي أيضًا نائبة في مجلس تعزيز التفاهم العربي البريطاني. في أكتوبر 2007 ألقت غادة محاضرتها التذكارية «إدوارد سعيد» في جامعة أديليد بأستراليا.
في عام 2012، اتُهمت غادة –الباحثة الفخرية بمعهد الدراسات العربية والإسلامية في جامعة إكزتر– باستخدام عبارة غير مؤكدة وهي «العروس جميلة لكنها متزوجة من رجل آخر» في كتابها بعنوان "Married to Another Man"، وأيضًا في كتاباتها الأكاديمية والشعبية الأخرى.

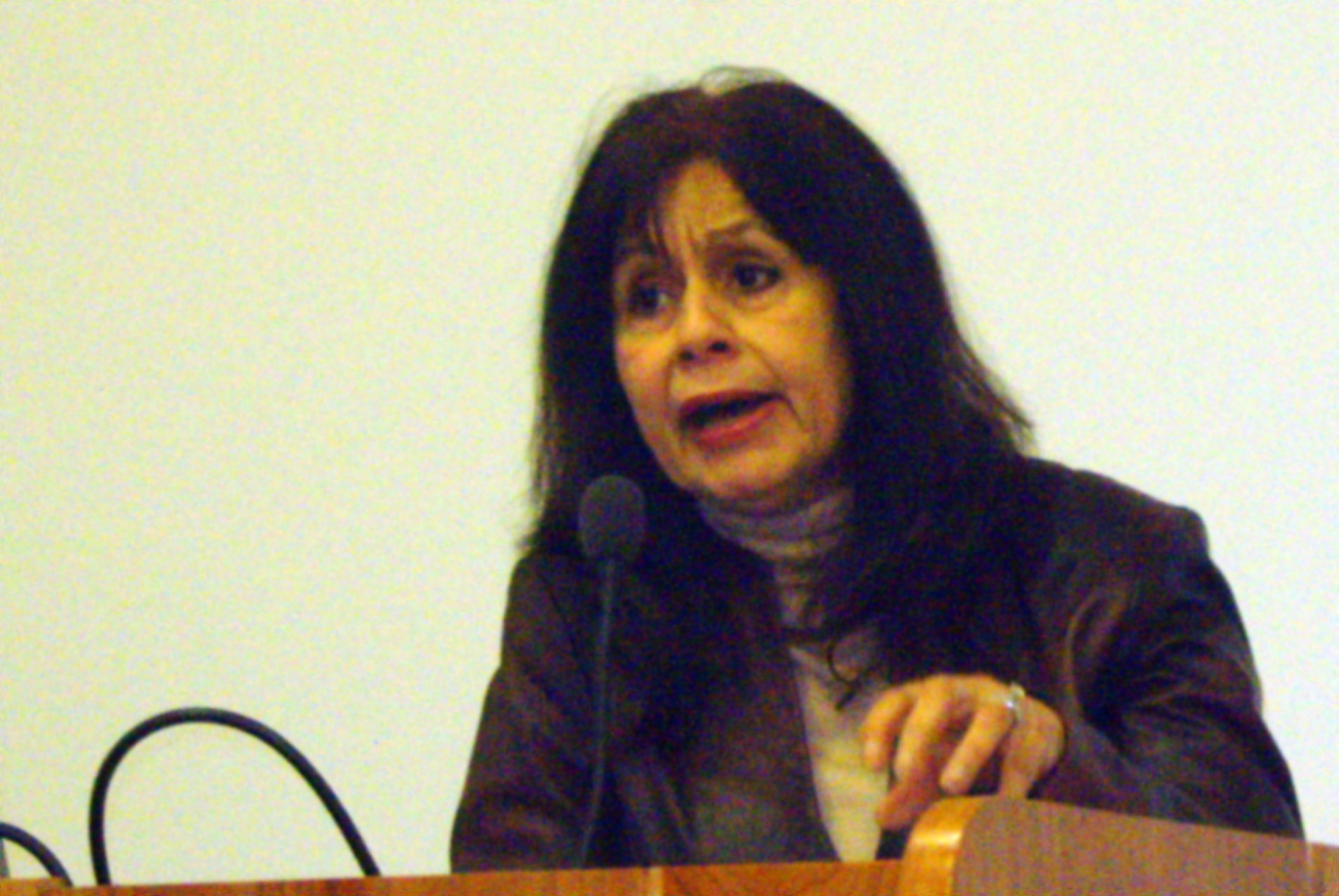
د.غادة كرمي في أثناء محاضرة في جامعة مانشستر في بريطانيا عام 2008

## جوائز وتكريمات
نالت غادة الكرمي عددًا من الجوائز الأدبية والتكريمات العامة، من أبرزها:
- جائزة جوزفين مايلز الأدبية الدولية[الإنجليزية]، عام 2003.[12]

- تكريم من السفير الفلسطيني ببريطانيا وحركة فتح، في 29 مايو 2022.[13]

- جائزة "الشخصية العربية المتميزة في بريطانيا" لعام 2024، من "ملتقى العرب في بريطانيا"، في 21 أكتوبر 2024، وذلك تقديرًا "لدورها الكبير خلال عام 2024 في التوعية بالظروف الإنسانية في غزة، حيث قدمت محاضرات دولية تندد بالعدوان الإسرائيلي وتدافع عن حقوق الفلسطينيين".[14][15][16]

- "جائزة الإنجاز مدى الحياة" من جوائز فلسطين للكتاب لعام 2024، في نوفمبر 2024، وهي الجائزة التي تمنحها منظمة ميدل إيست مونيتور، وجاء منحها الجائزة وذلك تقديرًا "لتفانيها وجهودها المستمرة لتسليط الضوء على محنة الفلسطينيين".[17][18]

## نشاطها في القضية الفلسطينية
منذ عام 1972 كانت غادة ناشطة سياسياً في مجال القضية الفلسطينية.
خلال مقابلتها مع مجلة «إكسكيوتيف إنتيليجنس ريفيو» (Executive Intelligence Review) قالت غادة:
«في الحقيقة لا يوجد أي شيء –أكرر– أي شيء إيجابي بشأن وجود إسرائيل بالنسبة إلى العرب. كما تعلم، في بعض الأحيان تحدث أحداث –أحداث تاريخية– ضد رغبة الشعب. لكن في النهاية يمكنهم أن يجدوا بعض الجوانب الإيجابية لشيء لم يكونوا يريدوه أن يحدث في المقام الأول. هذا ليس الحال مع إسرائيل. على العكس من ذلك، مع مرور الوقت، وجود إسرائيل زاد فقط من المشاكل للمنطقة العربية. لقد زاد من الخطر في العالم العربي، كما أنه يمثل تهديد ليس فقط لأمن المنطقة، بل لأمن العالم كله».
قالت غادة أيضًا: «...إسرائيل منذ بدايتها عام 1948، مُنحت فرصة أكثر من رائعة لتأديب نفسها، وهي بوضوح لم تفعل ذلك. لقد استهانت بكل قانون، لقد تصرفت بشكل شنيع، لقد صنعت صورة زائفة للقانون الدولي والإنساني. على أي أساس يجب أن تظل هذه الدولة عضواً في منظمة الأمم المتحدة؟».
في مؤتمر العودة الفلسطيني الذي أقيم في شهر يناير عام 2011، أشارت غادة إلى أن قيام إسرائيل ينطوي على «سلب وسرقة بلد بأكمله»، وأن «الطريقة الوحيدة لعكس ذلك هي على أساس الحقوق والعدالة؛ هذا هو حق عودة اللاجئين والمحرومين والمنفيين إلى وطنهم». رُوي َّ بعد ذلك أنها قالت: «إذا كان ذلك سيحدث، نحن نعلم جيدًا أن ذلك سيكون نهاية وجود دولة يهودية في منطقتنا».
في وقفة احتجاجية أمام السفارة الإسرائيلية بلندن كجزء من مسيرة القدس العالمية في 30 مارس 2012، قالت غادة: «اليوم، نحن هنا سويًا لأننا نعلم، نحن نفهم ما تقوم به إسرائيل في القدس»، بالإضافة إلى ذلك قولها أن القدس «لا تنتمي إلى الإسرائيليين اليهود أو إلى اليهود. نحن نحترم جميع الأديان، لكننا لا نسمح لمجموعة واحدة أن تسيطر على هذه المدينة الرائعة». قالت غادة أيضًا أن إسرائيل لا تستحق أن تستمر كدولة وأن «ليس لدينا أي بديل سوى التحرك. الطريقة الوحيدة التي يمكن أن توقف إسرائيل هي العمل ضدها، ضد مصالحها، ضد الفصل العنصري وضد سياساتها».

## كُتبها
هذه قائمة جزئية بمؤلفات وكتب غادة الكرمي:
- كتاب " Proceedings of the First International Symposium for the History of Arabic Science 5–12 April 1976. Volume II. Papers in European Languages " غادة كرمي وأحمد يوسف الحسن ونزار نمنم. جامعة حلب: معهد التراث العلمي العربي عام 1978 .
- كتاب " Multicultural Health Care: Current Practice and Future Policy in Medical Education " غادة كرمي ٬ الجمعية الطبية البريطانية في لندن عام 1995 . ردمك 0-7279-0940-1 .
- كتاب " Jerusalem Today: What Future for the Peace Process? " غادة كرمي مع مساهمة من إدوارد سعيد٬ دار إيثاكا للطباعة عام 1996 . ردمك 0-86372-226-1.
  - " Review of Jerusalem Today: What Future for the Peace Process? " مراجعة الكتاب من أندريه كروتز ٬ مجلة الدراسات العربية الفصلية في خريف عام 1999 .
- كتاب " The Palestinian Exodus 1948-1998 " غادة كرمي٬ دار إيثاكا للطباعة عام 1999.
- كتاب " In Search of Fatima: A Palestinian Story "غادة كرمي٬ دار فيرسو للنشر عام 2002. ردمك 1-85984-694-7.[23]
  - " A country of the mind "صحيفة الغارديان البريطانية٬ يوم السبت 19 أكتوبر عام 2002 (من مذكرات الدكترة غادة كرمي).
  - " In Search of Fatima Fateful Days in 1948 " مؤسسة الدراسات الفلسطينية (من مذكرات الدكترة غادة كرمي).
    - مراجعة (Review of In Search of Fatima) جريدة الغارديان البريطانية.
    - مراجعة (Review of In Search of Fatima) سارة باول ٬ مجلة تقرير واشنطن لشئون الشرق الأوسط٬ ديسمبر عام 2004 ٬ ص 68 .
- كتاب " Married to another man: Israel's dilemma in Palestine " غادة كرمي٬ دار بلوتو للطباعة عام 2007. ردمك 0-7453-2065-1.[23]
  - مراجعة (Review) سونيا كركر٬ معهد الشرق الأوسط للتقاهم٬ 10 أكتوبر عام 2007.
  - مراجعة (Married to another man: Israel's dilemma in Palestine) تريفور موستين ٬ الملحق الأدبي لصحيفة ذي تايمز البريطانية٬ 15 فبراير 2008٬ ص 5.
- كتاب "a palestinian memoir" عام 2015.

## مقالاتها
هذه قائمة جزئية بمقالات غادة الكرمي:
- " The 1948 Exodus: A Family Story " (الهجرة الجماعية عام 1948 : قصة عائلة) مجلة الدراسات الفلسطينية 23 ٬ رقم2، شتاء عام 1994 ٬ ص 31 – 40 .
- " U.S. Embassy Move to Jerusalem Is Misguided and Illegal " (نقل السفارة الأمريكية إلى القدس أمر مضلل وغير قانوني) مجلة تقرير واشنطن لشئون الشرق الأوسط ٬ يناير/فبراير عام 1997 ٬ ص 14.
- " A Muslim at the feast " (مسلم في العيد) مجلة ذا تابلت ٬ 11 أبريل عام 1998 . حفظ في أرشيف الإنترنت وآي باك مشين في 8 يوليو عام 2004 .
- " Leaving the lemon tree " (ترك شجرة الليمون) مجلة ذا تابلت ٬ 25 أبريل عام 1998 . حفظ في أرشيف الإنترنت وآي باك مشين في 17 نوفمبر عام 2004 .
- " After the Nakba: An Experience of Exile in England " (بعد النكبة: تجربة المنفى في إنجلترا) مجلة الدراسات الفلسطينية 28 ٬ رقم 3 ٬ ربيع عام 1999 ٬ ص 52 – 63 .
- " Kosovars and Palestinians " (كوسوفو والفلسطينيين) مجلة ذا نيشن الأمريكية ٬ 20 مايو عام 1999 (عدد المجلة يوم 7 يونيو عام 1999).
- " With much malice aforethought " (مع الكثير من سبق الإصرار) جريدة الأهرام ويكلي (الأهرام الأسبوعية) المصرية ٬ 2 – 8 سبتمبر عام 1999 . حفظ في أرشيف الإنترنت وآي باك مشين في 26 أغسطس عام 2000 .
- " Denial and the future of peace " (الإنكار ومستقبل السلام) جريدة الأهرام ويكلي (الأهرام الأسبوعية) المصرية ٬ 6 – 12 أبريل عام 2000 . حفظ في أرشيف الإنترنت وآي باك مشين في 10 مايو عام 2000 .
- " The future of peace: A Palestinian view " (مستقبل السلام: رؤية فلسطينية) هيئة الإذاعة البريطانية بي بي سي ٬ 31 أكتوبر عام 2000 .
- " Fussing over a red herring " (التدليل على الرنجة الحمراء) جريدة الأهرام ويكلي (الأهرام الأسبوعية) المصرية ٬ 22 فبراير عام 2001 . حفظ في أرشيف الإنترنت وآي باك مشين في 5 أبريل عام 2001 .
- " A Secular Democratic State in Historic Palestine: An Idea Whose Time Has Come? " (دولة ديمقراطية علمانية في فلسطين التاريخية: الفكرة التي قد حان وقتها؟) مجلة الآداب اللبنانية ٬ يوليو عام 2002 . حفظ في أرشيف الإنترنت وآي باك مشين في 5 أغسطس عام 2004 .
- " The map must show a way home " (يجب أن تُظهر الخريطة طريق العودة) صحيفة الغارديان البريطانية ٬ 6 يونيو عام 2003 .
- " Edward Said and the politics of dispossession " (إدوارد سعيد وسياسة السلب) جريدة الأهرام ويكلي (الأهرام الأسبوعية) المصرية ٬ 9 – 15 أكتوبر عام 2003 (عدد المجلة رقم 659).
- " A very Arab obsession " (هوس عربي للغاية) جريدة الأهرام ويكلي (الأهرام الأسبوعية) المصرية ٬ 20 – 26 نوفمبر عام 2003 (عدد المجلة رقم 665).
- " Time to remember " (حان وقت التذكر) جريدة الأهرام المصرية ٬ 22 – 28 يناير عام 2004 (عدد الجريدة رقم 674).
- " Zionism is Still the Issue " (الصهيونية لا تزال هي القضية) جريدة ديسيدينت فويس ٬ 2 فبراير عام 2004 .
- " Sharon is not the Problem: It's the Nature of Zionist Ideology " (شارون ليس هو المشكلة: إنها طبيعة الفكر الصهيوني) مجلة كاونتربنش الأمريكية ٬ 20 فبراير عام 2004 .
- " By any means necessary " (ضروري بأي وسيلة) صحيفة الغارديان البريطانية ٬ 18 مارس عام 2004.
- " Vanishing the Palestinians; The World Looks on Ineffectually " (تلاشي الفلسطينيين؛ يبدو العالم على غير نفع) مجلة كاونتربنش الأمريكية ٬ 17/18 يوليو عام 2004.
- " After Arafat: Sharon is Still Not Ready to Make Peace " (بعد عرفات: شارون لا يزال غير جاهز لعقد السلام) مجلة كاونتربنش الأمريكية ٬ 10 نوفمبر عام 2004 .
- " Who killed Yasser Arafat? " (من قتل ياسر عرفات ؟) جريدة الأهرام ويكلي (الأهرام الأسبوعية) المصرية ٬ 11 - 17 نوفمبر عام 2004 (عدد المجلة رقم 716).
- " Gaza hysteria نسخة محفوظة 20 مارس 2007 على موقع واي باك مشين. " (هيستيريا غزة) جريدة الأهرام ويكلي (الأهرام الأسبوعية) المصرية ٬ 25 أغسطس عام 2005 (عدد المجلة رقم 757).
- " With no Palestinian state in sight, aid becomes an adjunct to occupation " (مع عدم وجود دولة فلسطينية في الأفق ٬ تصبح المساعدات مساعدة للاحتلال) صحيفة الغارديان البريطانية ٬ 5 يناير عام 2006 .
- " Where is the global outcry at this continuing cruelty? " (أين هو الغضب العالمي على هذه الوحشية المستمرة؟) صحيفة الغارديان البريطانية ٬ 15 مايو عام 2006 .
- " These shameful events have humiliated the Arab world " (لقد أذلّت هذه الأحداث المخزية العالم العربي) صحيفة الغارديان البريطانية ٬ 2 يناير عام 2007 .
- " Israeli boycotts: gesture politics or a moral imperative? " (المقاطعة الإسرائيلية: إشارة سياسية أم واجب أخلاقي؟) ديريك سمرفيلد وكولن جرين وغادة كرمي وديفيد هالبين وبولين كاتنج و 125 طبيب آخر ٬ صحيفة الغارديان البريطانية ٬ 21 أبريل عام 2007 .
- " Perspectives on the boycott debate " (وجهات نظر حول نقاش المقاطعة) غادة كرمي (مؤيدة للمقاطعة) وأندي تشارلوود (معارض للمقاطعة) ٬ صحيفة الغارديان البريطانية ٬ 11 يونيو عام 2007 .
- " Weapon of the weak " (سلاح الضعفاء) صحيفة هاآرتس الإسرائيلية ٬ 13 يوليو عام 2007 .
- " A historic anomaly " (شذوذ تاريخي) صحيفة الغارديان البريطانية ٬ 17 يوليو عام 2007 .
- " Israel’s cost to the Arabs " (تكلفة إسرائيل للعرب) صحيفة لوموند ديبلوماتيك الفرنسية ٬ سبتمبر عام 2008 .
- " Intellectual terrorism " (الإرهاب الفكري) صحيفة الغارديان البريطانية ٬ 25 أكتوبر عام 2007 .
- " Taking sides in the debate over the Middle East " (الانحياز في النقاش حول الشرق الأوسط) صحيفة الغارديان البريطانية ٬ 29 أكتوبر عام 2007 .
- " Medical ethical violations in Gaza " (الانتهاكات الأخلاقية الطبية في غزة) مجلة ذا لانسيت ٬ كولن جرين وأسد خان وغادة كرمي وكريس بيرنز كوكس ومارتن برنستنجل وديفيد هالبين وديريك سمرفيلد ٬ 6 ديسمبر عام 2007 .
- " A one-state solution for Palestinians and Israelis " (حل الدولة الواحدة للفلسطينيين والإسرائيليين) صحيفة كريسشان ساينس مونيتور الأمريكية٬ 30 مايو 2008.

## وصلات خارجية
- غادة الكرمي على موقع المكتبة المفتوحة (الإنجليزية)